# Constança Rodrigues
Constança Rodrigues, também conhecida como a Capitoa, foi uma das primeiras povoadoras da Ilha da Madeira, onde chegou nos inícios no século XV, casada com João Gonçalves Zarco, primeiro capitão da Ilha da Madeira, na parte do Funchal.
Constança Rodrigues terá vindo para a Madeira ainda na década de 1420, acompanhando o marido, capitão e povoador do novo território, na parte do Funchal. Acompanhavam-nos já alguns filhos, ainda crianças de tenra idade.
O casal terá estabelecido residência primeiramente nuns altos na zona ocidental do Funchal, proeminente sobre o mar, onde actualmente se localiza o Parque de Santa Catarina. Nesse lugar Constança funda a Capela de Santa Catarina, cuja invocação passará a designar o lugar.
Na década de 1450, o casal muda-se para um novo espaço, num arrife igualmente proeminente sobre o pequeno burgo que se começava a erguer, nas proximidades da Capela de Santa Maria, também chamada de Conceição de Cima.
Constança participava ativamente da administração do território, como fica patente de das várias cartas enviadas pelo duque D. Fernando entre agosto de 1461 e agosto de 1468, em resposta a diversos “capítulos” que lhe haviam sido apresentados pela Câmara do Funchal censurando o seu procedimento, assim como o de Zarco, pelos abusos cometidos na exploração dos monopólios das receitas dos moinhos, e das vendas de sal e sabão. Pelo teor da carta, Constança Rodrigues parecia ocupar-se em particular da venda e distribuição do sabão, já que D. Fernando lhe ordena directamente que "daí em diante tenha sempre a terra provida de sabão".
Constança Rodrigues seria iletrada, já que na escritura de dote de casamento a seu filho João Gonçalves da Cãmara, com D. Maria de Noronha, é Vasco Fernandes quem assina por ela, provavelmente por não saber escrever o seu nome.
Testou a 22 de Novembro de 1470, de mão comum com seu marido João Gonçalves Zarco. Desse testamento, no entanto, apenas parecem ter sobrevivido alguns fragmentos, insertos numa doação que fazem ao Convento do Salvador de Lisboa.
A 22 de Dezembro de 1471, já viúva, outorga a doação de uma "terra das colmeias" aos seus dois criados Lopo Álvares e Beatriz Gonçalves, que já lhes havia sido dada por seu marido, em sua vida, em dote de casamento.
Ainda era viva a 22 de Abril de 1484, quando afora a João de Canha, Escudeiro de D. Diogo, Duque de Viseu, um chão em Santa Catarina, no Funchal, pelo foro anual de 7 mil reis brancos. Destes, cinco mil serviriam de pensão para acudir a instituição de auxílio aos pobres que havia fundado, e que ficaria conhecida como a Mercearia de Santa Catarina, sustentando cinco mulheres e um capelão.

## Legado
Da herança que deixou apenas se conhecem alguns bens, que passaram a seu filho mais velho, João Gonçalves da Câmara, 2º Capitão do Donatário do Funchal: dois cálices de prata, uma vestimenta de veludo roxo com alva, manípulo, estola, amito, e outra de azul comprido, peças indicadoras do seu desafogo económico.
Em 1591 é referida em escritura certa propriedade no Estreito da Calheta, que estava defronte da casa onde morou a "capitoa". Na mesma freguesia surge ainda, em escritura de venda lavrada em 1611, o "Ribeiro da Capitoa".